# 斎藤佐次郎
斎藤 佐次郎（さいとう さじろう、1893年（明治26年）9月26日-1983年（昭和58年）12月11日）は、出版社金の星社の創業者。児童雑誌『金の船』（後『金の星』と改題）主宰者。

## 経歴
1893年（明治26年）父佐次郎（佐次郎と同名）の5男として生まれる。父親は人力車の防水幌や雨合羽の防水加工で財を成した。佐次郎が成人する前に両親と死別するが、父親の遺産により裕福な青年時代を送る。早稲田大学英文科卒業。在学中には坪内逍遥や島村抱月らの指導を受け、文学への道を志す。
1918年（大正7年）鈴木三重吉が児童雑誌『赤い鳥』を創刊したのに触発され、出版社キンノツノ社社長横山寿篤と児童雑誌創刊を決意。島崎藤村、若山牧水、西條八十、有島生馬らの賛同を得、さらに西條八十から野口雨情の紹介を受け、1919年（大正8年）11月、児童雑誌『金の船』を創刊、自ら執筆にも関わる。その後中山晋平より本居長世の紹介を受け、野口雨情と本居長世による多くの童謡を世に送り出した。
童謡は『赤い鳥』に掲載された西條八十と成田為三による『かなりや』を嚆矢とするが、その後の『赤い鳥』には童謡の掲載は少なく、むしろ『金の船』が童謡普及運動を牽引したといってよい。最盛期の発行部数は2万5千部にのぼった。
1922年（大正11年）6月、金銭上の問題から横山寿篤と袂を分かつ。『金の船』の発行名義は出版社社長である横山寿篤となっていたため、金の星社を設立し、それまでの執筆陣らと共に新たに雑誌『金の星』を発刊。横山寿篤の『金の船』と分裂する事態となった。『金の星』はその後も引き続き読者の支持を得るが、やがて童謡人気の衰退に伴い、1929年（昭和4年）7月、『金の星』終刊。
その後も児童図書の出版に力を注ぐが、1981年（昭和56年）金の星社の社長職を子息に譲り、会長に就任。1983年（昭和58年）脳梗塞で死去。
1996年『斎藤佐次郎・児童文学史』（宮崎芳彦編、金の星社、1996）で日本児童文学学会賞特別賞受賞。